# التمرد التركماني 1912–1913
كان التمرد التركماني في الفترة من 1912 إلى 1913 تمردًا قام به التركمان اليومود ضد خانية خيوة. تكمن أسبابه في معارضة إصلاحات إسفنديار جرجي بهادور الضريبية، والتي أدت إلى مضاعفة مقدار الضرائب التي يحتاجها التركمان اليومود. بدأ التمرد في 12 ديسمبر 1912 (25 ديسمبر 1912، N.S.) عندما هاجم المتمردون ونهبوا قافلة متجهة من "تشاز" إلى "تاختا". بعد اندلاع التمرد، انقسمت حكومة خيوة بين الأحزاب المؤيدة للحل الوسط والحزب المؤيد للحرب، والذي ساد رأيه. واجهت الحملة العقابية اللاحقة مقاومة من 300 إلى 500 من مقاتلي المتمردين بقيادة "شامي كيل"، الذين احتلوا موقعًا دفاعيًا قويًا محصنًا بين تاختا وإيليالي وأوقفوا القوات الحكومية لمدة 20 يومًا. بعد ذلك تم إرسال قوة روسية بقيادة العقيد "ليكوشين" إلى خيوة لمساعدة الحكومة من خلال توفير الذخيرة. ومع أن قواته لم تُهزم، إلا أن دعم روسيا لإسفنديار أقنع "شامي كيل" بالسعي إلى السلام مع الحكومة. في اتفاقية السلام المؤرخة 25 يناير 1913 (7 فبراير 1913، N.S.)، التي توسط فيها العقيد ليكوشين، وافقت حكومة خيوة على إلغاء الإصلاحات الضريبية، في حين وافق المتمردون على دفع 110,000 حتى (198,000 روبل) لحكومة خيوة.